# 1x.com
1x.com är en webbplats för foton som är en av de största fotosidorna i Sverige och även utomlands. 
Grundarna av 1x.com, Jacob Jovelou och Ralf Stelander,  ville skapa en sida med endast professionella bilder. Vem som helst får bli medlem men bilderna granskas av Sitecrew för att sedan accepteras och läggas ut på sidan om de är bra. Siten startades 2006 och har idag[när?] över en miljon besökare per månad och cirka 2000 fotografer registrerade över hela världen.